# コリブリ
コリブリ（Kolibri ）は1930年にツァイス・イコンから発売された小型カメラである。
127フィルムを使用し4×3cm（ヴェスト半裁）判。元コンテッサ・ネッテルにいて後に退社しナーゲルを創業したアウグスト・ナーゲルを中心に開発された。名称はハチドリの意。
レンズは全て沈胴式でノバー5cmF4.5、テッサー5cmF4.5、ノバー5cmF3.5、テッサー5cmF3.5、テッサー5cmF2.8、ビオター4.5cmF2がある。
以前は「一時ライカより良いと言われ、エルンスト・ライツ（現ライカ）にコンパーシャッター付きのライカB型を作らせる原因になった」という説があったが、ライカ製造部門の責任者だった人物の発言で否定されている。
上部が重く不安定であるため、扱いは極めて厄介である。